# کلرا
کلرا (به اسپانیایی: Colera) یک منطقهٔ مسکونی در اسپانیا است که در آلت امپوردا واقع شده‌است. کلرا ۲۴٫۴ کیلومتر مربع مساحت دارد.